# Cixius caldwelli
Cixius caldwelli är en insektsart som beskrevs av Kramer 1981. Cixius caldwelli ingår i släktet Cixius och familjen kilstritar. Inga underarter finns listade i Catalogue of Life.